# Люцерна скелелюбна
Люцерна скелелюбна, люцерна щебениста (Medicago saxatilis) — вид рослин з родини бобові (Fabaceae), ендемік південного Криму, Україна.

## Опис
Багаторічна рослина 15–30 см завдовжки. Квітки 6–10 мм довжиною, по 7–12 у китицях. Боби 5–6 мм у діаметрі, рідко притиснуто-волосисті або майже голі. Коренева система стрижнева. Стебла висхідні. Листки трійчасті. Квітки жовтогарячі.
Цвіте у травні — липні. Плодоносить у липні.

## Поширення
Ендемік південного Криму, Україна.
В Україні вид зростає на вапнякових і крейдяних схилах — від Севастополя до Сімферополя.

## Загрози й охорона
Загрозами є лісомеліорація, розширення кар’єрів з видобування каміння.
Занесений до Червоної книги Україні в статусі «Неоцінений». Охороняють в загальнодержавних заказнику «Качинський каньйон» та пам’ятці природи «Бельбецький каньйон».